# Sétatér (Kolozsvár)

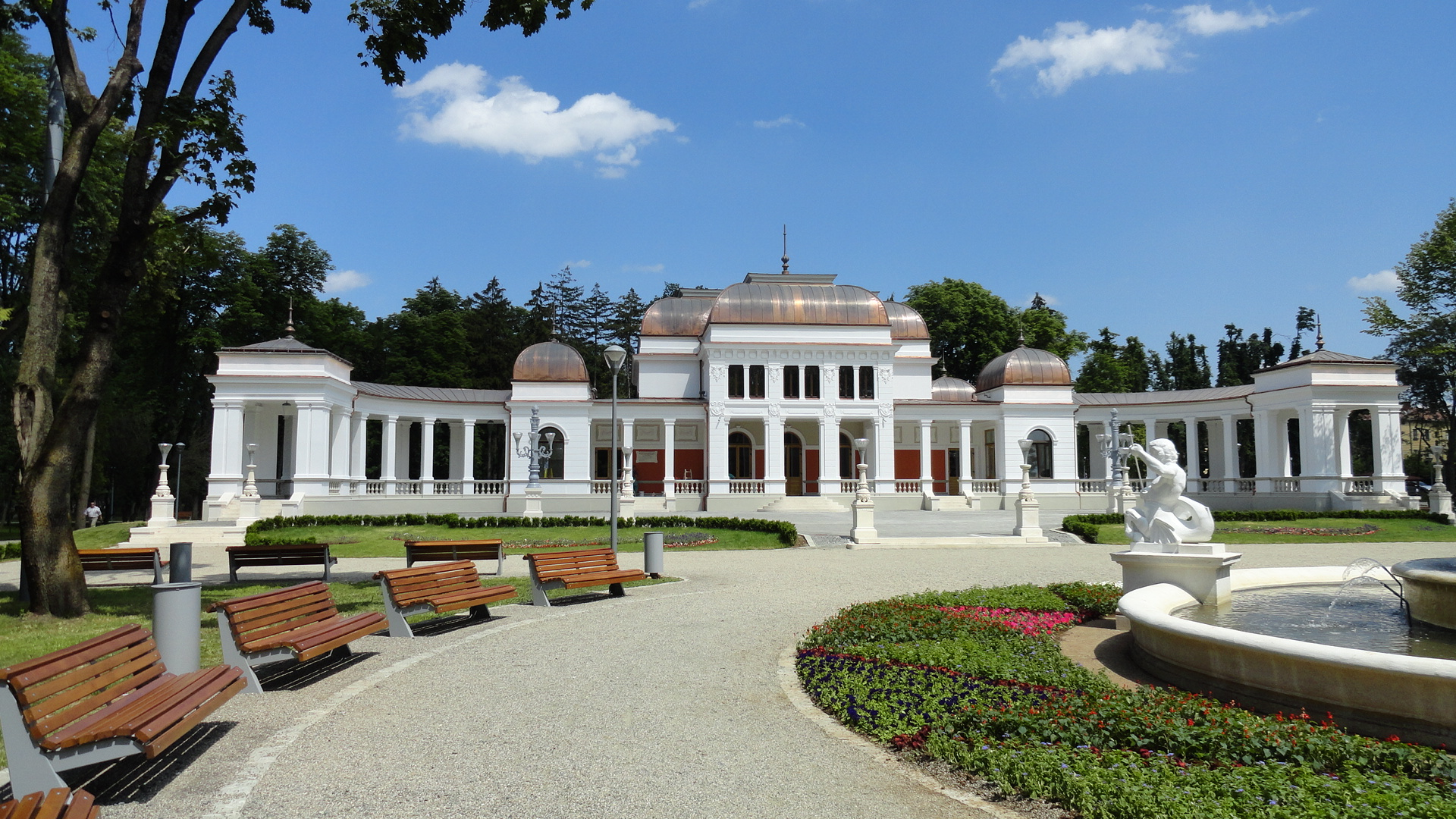
A Kaszinó 2012-ben felújított eklektikus épülete

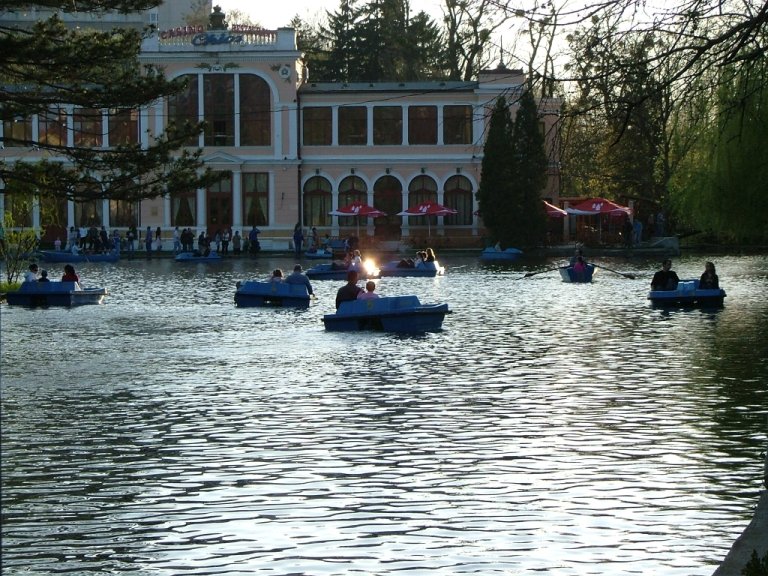
A sétatéri tó

A kolozsvári Sétatér (románul Parcul Central) a város központjában, a Kis-Szamos partján elterülő park, amely a romániai műemlékek jegyzékében a CJ-II-s-B-07243 sorszámon szerepel. Területe mintegy 13 hektár. Gesztenyefái több mint száz évesek.

## Története
A 19. század elején a terület még mocsaras volt, amelyet Hangyás-berek néven ismertek. A városbeliek vadkacsára vadászni jártak ide. 1812-ben a város bérleti szerződést kötött Meleg János szűcsmesterrel, amelyben megengedte neki, hogy a Hangyásberekben bort, sört, méhsört, égetett szeszt és élelmet áruljon. 1818-19-ben a bérlő hasonló feltételekkel Benigni Éliás mészárosmester volt. 1827. február 1-jétől a báró Jósika Jánosné vezette Jóltevő Asszonyi Egyesület bérbe vette a várostól a Hangyás-berket, hogy ott sétáló helyet létesítsen.
1838. május 1-jén Városi Sétahely-bizottság létesült, mely átvette a Sétatér kialakításának feladatát a Jóltevő Asszonyi Egyesülettől. Az 1830-as évek elején nyílt meg, kezdetben Népkertnek nevezték. 1855-ben megépült a katonai uszoda, amely egyes időpontokban a polgárság számára is nyitva állt. 1860. szeptember 15-étől a Sétatéri Bizottság (elnöke gróf Mikó Imre) gondozta a Sétateret. Ebben az időszakben készítette Kagerbauer Antal a sétatéri tó tervét. 1862-ben alakult meg a Kolozsvári Kereskedelmi Ifjak Dalárdája, melyet Stöger Béla, a színház operarészlegének karmestere vezetett. A kórus esténként a sétatéri tó partján énekelt.
1865. szeptember 2-án Haller Károly kezdeményezésére részvénytársasági alapon megalakult a Sétatér-Egylet, amely átvette a városi Sétatéri Bizottságtól a Sétatér rendezését, gondozását, kialakíttatta a sétányokat, kiásatta a tavat, zenepavilont emeltetett. 1871-ben Korcsolya-Egylet alakult a városban, mely kibérelte a sétatéri tavat, és a szigetére 1877-ben fa korcsolyacsarnokot építtetett. 1873-ban a Sétatéren lövölde épült. 
1874. június 13-án nyílt meg a Zimmermann Henrik tervei szerint a Sétatér részeként épült favázas nyári színkör (ma ez ad helyet az Állami Magyar Színháznak). 1886-ban a Sétatér Egylet húsz évre kötött szerződése végeztével a Sétatér a város gondozásába került. 1896–1897-ben épült fel a Pákey Lajos tervezte korcsolyapavilon és a kioszk. Szintén 1897-ben készült el a kaszinó előtti szökőkút.
A Felsőbb Leányiskola, amelyet igazgatónőjéről De Gerandonak neveztek, 1900-ban költözött a sétatéri új épületbe, amelyet Alpár Ignác tervezett (ma az egyetem kémiai kara található itt). 1912 őszén Janovics Jenő a sétatéri színkörben mozit rendezett be. Dsida Jenő itt írta a Psalmus Hungaricus című versét. 1942-1943-ban épült fel a Barabás Miklós Céh műcsarnoka, Kós Károly tervei alapján.
1944-ben a német csapatok Kolozsváron található harckocsijait a Sétatér fái alatt rejtették el a valószínű légitámadások elől.
A Sétatéren található Liviu Rebreanu és George Coșbuc szobra, amelyeket az 1960-as évek végén állítottak fel.

Az 1956-os emlékmű

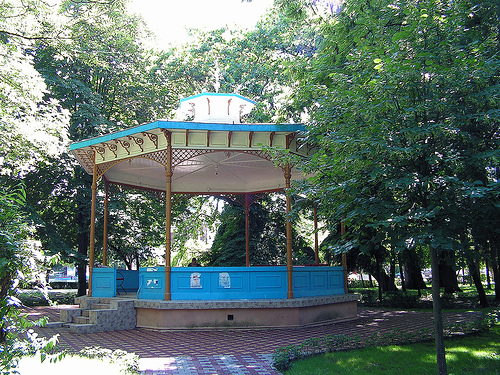
Zenepavilon

2006-ra az 1956-os magyarországi forradalom erdélyi áldozatainak emlékére állítandó emlékművet terveztek a Sétatérre. A résnyire nyitott börtönajtót ábrázoló emlékművet Szakáts Béla temesvári szobrászművész készítette el. Az engedélyek elhúzódása miatt a felavatásra csak 2009. október 29-én került sor.